# Der sozialistische Arzt
Der sozialistische Arzt war der Titel einer Zeitschrift, die von 1925 bis 1933 in Berlin vom Psychoanalytiker Ernst Simmel und vom Zahnarzt Ewald Fabian als Organ des Vereins sozialistischer Ärzte herausgegeben wurde.
Die Hefte 1 (März) 1925 und 2–3 (Juli) 1925 trugen den Titel Mitteilungsblatt des „Vereins sozialistischer Ärzte“. Ab Heft 4 (Dezember) 1925 bis Heft 1–2 (Januar Februar) 1933 erschien das Blatt unter dem Titel Der sozialistische Arzt.

## Ausgaben und Weblinks.
| Jahrgang | Heft Nr. | Monat             | Jahr | Digitalisat |
| -------- | -------- | ----------------- | ---- | ----------- |
| I        | 1        | März              | 1925 | Digitalisat |
| I        | 2–3      | Juli              | 1925 | Digitalisat |
| I        | 4        | Dezember          | 1925 |             |
| II       | 1        | April             | 1926 | Digitalisat |
| II       | 2–3      | November          | 1926 | Digitalisat |
| II       | 4        | März              | 1927 | Digitalisat |
| III      | 1–2      | August            | 1927 | Digitalisat |
| III      | 3        | Dezember          | 1927 | Digitalisat |
| III      | 4        | April             | 1928 | Digitalisat |
| IV       | 1–2      | August            | 1928 | Digitalisat |
| IV       | 3–4      | Dezember          | 1928 | Digitalisat |
| V        | 1        | März              | 1929 | Digitalisat |
| V        | 2        | Juni              | 1929 | Digitalisat |
| V        | 3        | September         | 1929 | Digitalisat |
| V        | 4        | Dezember          | 1929 | Digitalisat |
| VI       | 1        | Februar           | 1930 | Digitalisat |
| VI       | 2        | Mai               | 1930 | Digitalisat |
| VI       | 3        | Juli              | 1930 | Digitalisat |
| VI       | 4        | Oktober           | 1930 | Digitalisat |
| VII      | 1        | Januar            | 1931 | Digitalisat |
| VII      | 2        | Februar           | 1931 |             |
| VII      | 3        | März              | 1931 | Digitalisat |
| VII      | 4        | April             | 1931 | Digitalisat |
| VII      | 5–6      | Mai–Juni          | 1931 | Digitalisat |
| VII      | 7        | Juli              | 1931 | Digitalisat |
| VII      | 8–9      | August–September  | 1931 | Digitalisat |
| VII      | 10       | Oktober           | 1931 | Digitalisat |
| VII      | 11       | November          | 1931 | Digitalisat |
| VII      | 12       | Dezember          | 1931 | Digitalisat |
| VIII     | 1        | Januar            | 1932 | Digitalisat |
| VIII     | 2–3      | Februar–März      | 1932 | Digitalisat |
| VIII     | 4–5      | April–Mai         | 1932 | Digitalisat |
| VIII     | 6        | Juni              | 1932 | Digitalisat |
| VIII     | 7–8      | Juli–August       | 1932 | Digitalisat |
| VIII     | 9–10     | September–Oktober | 1932 | Digitalisat |
| VIII     | 11–12    | November–Dezember | 1932 | Digitalisat |
| IX       | 1–2      | Januar–Februar    | 1933 |             |

## Beiträge für die Zeitschrift lieferten u.a.
Georg Benjamin … Siegfried Bernfeld … Alfred Beyer … Felix Boenheim … Paul Böttcher … Fritz Brupbacher …
Carl Credé …
Alfred Döblin … Salo Drucker … Alfred Dührssen …
Matthias Eldersch …  Herbert Eulenberg …
Ewald Fabian … Walter Fabian … Otto Fenichel … Minna Flake … Käte Frankenthal … Josef Karl Friedjung …
Theodor Gruschka …
Ernst Haase … Norman Haire … Hugo Hecht … Georg Hermann … Max Hodann …
Arnold Holitscher
Marie Juchacz … Otto Juliusburger …
Leo Klauber … Andreas Knack … Arthur Kronfeld …
Charlotte Landé … Helmut Lehmann … Max Levy-Suhl … Georg Loewenstein …
Julian Marcuse …  Erich Mühsam …
Gerhard Obuch …
Theodor Plaut …
Gustav Radbruch … Wilhelm Reich … Walther Riese … Franz E. Rosenthal …
Richard Schmincke … Tony Sender … Anna Siemsen … Ernst Simmel … Isa Strasser
Julius Tandler … Felix A. Theilhaber …
Friedrich Wolf … Lothar Wolf … Gustav Wyneken …
Ignaz Zadek